# Barbula tenera
Barbula tenera là một loài Rêu trong họ Pottiaceae. Loài này được (Brid.) Brid. mô tả khoa học đầu tiên năm 1826.